# ハリコミらいおん!!
ハリコミらいおん!!は、日本テレビで、2007年10月6日から同年12月22日まで毎週土曜日17:00 - 17:30 (JST)に放送されていたバラエティ番組である。

## 内容
- 毎回一つのテーマで、注目を集めている人、物、流行の実態を追跡、取材する。それをMCである草野とタカトシがスタジオにいるパネラーにわかりやすく解説する。なぜ今これがブームなのか?そのカラクリや知られざる実態を掘り下げていく。
- タイトルはタカアンドトシのマスコットキャラクターであるライオンから取ったものである。スタジオセットを上から撮影すると床などに大きく描かれているライオンのキャラクターが映る。
- レギュラー放送終了後、2008年2月9日のサタデーバリューフィーバー枠で放送された。

## 出演

### 司会
- 草野仁（ハリコミ百獣の王）
- タカ（タカアンドトシ）（ハリコミ王子）

### パネラー
- トシ（タカアンドトシ）（ハリコミ会長）
- 北陽（ハリコミ会員）
- ゲスト1名（ハリコミ特別会員）

## スタッフ
- ナレーション：松本ともこ
- 総合演出：栗原甚
- プロデューサー：北條伸樹
- チーフプロデューサー：菅賢治
- 製作著作：日本テレビ

## ネット局と放送時間
| 放送対象地域   | 放送局               | 系列           | 放送日時               | 放送の遅れ |
| -------------- | -------------------- | -------------- | ---------------------- | ---------- |
| 関東広域圏     | 日本テレビ (NTV)     | 日本テレビ系列 | 毎週土曜 17:00 - 17:30 | 制作局     |
| 新潟県         | テレビ新潟 (TeNY)    | 日本テレビ系列 | 毎週土曜 17:00 - 17:30 | 同時ネット |
| 長野県         | テレビ信州 (TSB)     | 日本テレビ系列 | 毎週土曜 17:00 - 17:30 | 同時ネット |
| 静岡県         | 静岡第一テレビ (SDT) | 日本テレビ系列 | 毎週土曜 17:00 - 17:30 | 同時ネット |
| 中京広域圏     | 中京テレビ (CTV)     | 日本テレビ系列 | 毎週火曜 24:29 - 24:59 | 10日遅れ   |
| 鳥取県・島根県 | 日本海テレビ (NKT)   | 日本テレビ系列 | 毎週水曜 15:55 - 16:24 | 11日遅れ   |
| 愛媛県         | 南海放送 (RNB)       | 日本テレビ系列 | 毎週水曜 16:21 - 16:50 | 18日遅れ   |

| 日本テレビ 土曜17:00 - 17:30枠 | 日本テレビ 土曜17:00 - 17:30枠 | 日本テレビ 土曜17:00 - 17:30枠 |
| 前番組                         | 番組名                         | 次番組                         |
| ------------------------------ | ------------------------------ | ------------------------------ |
| GOOD LOOKIN′CLUB               | ハリコミらいおん!!             | ドタンバ!!                     |